# Sidi Zahar
Sidi Zahar è un comune dell'Algeria, situato nella provincia di Médéa.